# Musterschule
Die Musterschule ist ein Gymnasium in Frankfurt am Main. Sie wurde am 18. April 1803 von Wilhelm Friedrich Hufnagel als Realschule gegründet und ist damit nach dem Lessing-Gymnasium Frankfurts zweitälteste Höhere Schule. Als Probier- und Experimentierschule für seinerzeit neuartige pädagogische Konzepte im Geiste Johann Heinrich Pestalozzis erhielt sie den Namen Musterschule. Dieser Reformtradition verpflichtet, ist die Musterschule heute als „Schulisches Zentrum für musikalische Bildung und Begabtenförderung“ vom Hessischen Kultusministerium ausgezeichnet worden und in das Konzept einer Offenen Ganztagsschule eingebettet.

## Geschichte
Erster Lehrer der Musterschule war Magister Friedrich Vertraugott Klitscher (1772–1809), ein Anhänger Pestalozzis. Das erste Schulhaus für die anfangs neun Schüler lag in der Rotkreuzgasse 6. Von Anfang an unterrichtete die Schule Knaben und Mädchen. Das jährliche Schulgeld betrug zunächst 15 fl., ab 1807 25 fl.
Die Schulgründung wurde von dem Direktor des für die Schulaufsicht zuständigen Konsistoriums, Friedrich Maximilian von Günderrode, unterstützt. Die Stadt war durch die Erschöpfung ihrer Kassen während des Krieges außer Stande gesetzt, diese neue Lehranstalt durch Geldbeträge zu unterstützen, daher sich mehrere der achtbarsten Männer dem mühevollen Geschäft unterzogen, von Haus zu Haus Unterzeichnungen auf freiwillige Geldbeträge zu sammeln. Neben Hufnagel und Günderrode sammelte auch der Bankier Simon Moritz von Bethmann Spenden für die Musterschule ein.
Bereits 1805 verließ Klitscher die Schule. Sein Nachfolger, der nur ein Jahr an der Schule blieb, wurde Friedrich Wilhelm August Fröbel. Die Unterrichtsstätte wurde 1806 in die Große Friedberger Gasse verlegt. Die Schülerzahlen stiegen rasch an: Beim Ausscheiden Klitschers waren es 130, 1812 350 und 1819 555, davon 212 Mädchen. Nach der Wiederherstellung der Freien Stadt Frankfurt wurde die Musterschule 1819 in eine staatliche Anstalt umgewandelt, deren Lehrer Beamte waren.
In der Zeit von 1880 bis 1901 fand der Unterrichtsbetrieb im Mauerweg in den Gebäuden der heutigen Klingerschule statt.
1901 bezog die Musterschule den heutigen Standort im Nordend. Das für sie neu erstellte Gebäude liegt im Oberweg an der Ecke zur Eckenheimer Landstraße und erhielt 1984 einen Erweiterungsbau.

## Schülervertretung
Die Schülerschaft der Musterschule wird von einer demokratisch gewählten Schülervertretung repräsentiert. Es werden jährlich ein Schulsprecher und zwei Schulsprechervertreter gewählt. Diese teilen alle auszuführenden Arbeiten in verschiedene Bereiche. Demnach werden einmal jährlich alle Klassen-/Kurssprecher zu einer Gesamtversammlung eingeladen, die daraufhin Schüler in verschiedene Positionen wählen: Ober-/Mittel-/Unterstufensprecher, verschiedene Komitees sowie Stadtschülerratssprecher.

## Veranstaltungen
Jedes Schuljahr finden regelmäßig zahlreiche Veranstaltungen an der Schule statt. Dazu gehören die Konzerte am Ende der jeweiligen Halbjahre im Frühjahr und Sommer, als auch zahlreiche Studienfahrten. Namentlich sind dies die Klassenfahrten zu Beginn der 6. Klasse, eine Schneesportfahrt (Ski und Snowboard) in der 8. Klasse und die Berlinfahrt in der 10. Klasse. Im 3. Halbjahr der Qualifikationsphase der Oberstufe finden zudem die verschiedenen Abifahrten statt. Dazu kommen noch von der gewählten Fremdsprache abhängige Fahrten, wie ein Schüleraustausch mit französischen Schülern in der 7. Klasse oder eine Fahrt nach Großbritannien im selben Zeitraum.
Im jährlichen Wechsel wird vor den Sommerferien entweder eine 7-tägige Projektwoche mit einer Auswahl an wählbaren Projekten oder ein gemeinsames Sommerfest auf dem Schulhof veranstaltet. Die Projektwoche mit ihren von Lehrern und Schülern organisierten Projekten ist grundsätzlich von den Projektunterrichtstagen (kurz PUT) vor den Herbstferien zu unterscheiden, bei denen von der Klassenstufe abhängige Themen behandelt werden.

## Persönlichkeiten

### Direktoren
- ab 1803 Friedrich Traugott Klitscher
- Gottlieb Anton Gruner (1805–1810)[6]
- ab 1810 Heinrich Wilhelm Seel (1776–1821)

### Lehrer
- Friedrich Vertraugott Klitscher (1803–1809)
- Anton Kirchner (1804–1807)
- Johann Konrad Nänny (1805–1812)
- Friedrich Wilhelm August Fröbel (1805/1811)
- Adolph Diesterweg (1811)<!>
- Johann Peter Beer (1818–1822)
- Georg Hassel (1818–1821)
- Wilhelm Heinrich Ackermann (1820–1847)
- Carl Kühner (1851–1867)
- Eduard Ziehen (1925–1945)
- Johann Christoph Scholderer
- Jenő Csaknády ungarischer Fußballtrainer und Buchautor

### Schüler
- August Theodor de Bary (1802–1873), Arzt und Politiker
- Philipp Gustav Passavant (1815–1893), Arzt und Geheimer Sanitätsrat
- Constantin Alexander Scharff (1816–1900), deutscher Unternehmer und Kammerfunktionär
- Alexander Spiess (1833–1904), Stadtarzt
- Ernst Wülcker (1843–1895), Germanist, Historiker und Archivar
- Richard Wülker (1845–1910), Anglist und Hochschullehrer
- Rudolf Jung (1859–1922), Historiker und Archivar
- Arthur von Weinberg (1860–1943), Industrieller und Ehrenbürger von Frankfurt
- Theodor Ziehen (1862–1950), Psychiater und Philosoph
- August Knoblauch (1863–1919), Neurologe und Direktor der Neurologischen Klinik und der Senckenbergischen Naturforschenden Gesellschaft
- Julius Ziehen (1864–1925), Pädagoge
- Karl Kotzenberg (1866–1940), Kaufmann und Mäzen
- Ludwig Hirschfeld-Mack (1893–1965), Maler und „Farblicht-Musiker“
- Nahum Goldmann (1895–1982), Gründer und Präsident des Jüdischen Weltkongresses
- Ernst Fraenkel (1898–1975), Politikwissenschaftler
- Ernst von Salomon (1902–1972), Schriftsteller
- Wolfgang Abendroth (1906–1985), Politikwissenschaftler
- Walter Jockisch (1907–1970), Pädagoge, Dramaturg, Librettist, Opernregisseur und -intendant
- Edgar Weil (1908–1941), promovierter Germanist, Dramaturg und Kaufmann, NS-Opfer
- Hermann Strasburger (1909–1985), Althistoriker, zuletzt Professor an der Albert-Ludwigs-Universität Freiburg[7]
- Walter Eric Spear (1921–2008), Physikprofessor an der University of Dundee, Schottland
- Herbert Hess (1933–2015), Jazz-Musiker und Lehrer
- Hans-Jürgen Schmitt (* 1938), Publizist, Übersetzer und Literaturkritiker
- Helmut Thöm (* 1939), Professor für Regelungstechnik und Steuerungstechnik
- Dieter Bartetzko (1949–2015), Architekturkritiker, Redakteur der FAZ
- Wolfgang Coy (* 1947), Informatiker und Mathematiker, Professor an der Humboldt-Universität zu Berlin
- Jörg-Martin Pflüger (* 1948), Informatiker, Professor an der Technischen Universität Wien
- Peter Rödler (* 1953), Erziehungswissenschaftler, Professor an der Universität Koblenz-Landau
- Eugen Eckert (* 1954), Text- und Buchautor, Frankfurter Stadionpfarrer, EKD-Referent für Kirche und Sport, Musiker
- Tobias Utter (* 1962), CDU-Politiker und hessischer Landtagsabgeordneter
- Stephan Zind (* 1964), Konzertpianist, Musikproduzent, Mitbegründer der Frankfurt Music Academy[8]
- Etienne Gardé (* 1978), Fernsehmoderator und Redakteur
- Souad Mekhennet (* 1978) Journalistin und Sachbuchautorin
- Hila Bronstein (* 1983), Sängerin bei Bro’Sis
- Florian Bartholomäi (* 1987), Schauspieler
- Mala Emde (* 1996), Schauspielerin

## Kooperationen
Die Schule unterhält Kooperationen mit der Elisabethenschule, einem Gymnasium, das 1876 als Höhere Mädchenschule aus der Mädchenabteilung der Musterschule hervorging, sowie mit dem Hoch’schen Konservatorium.